# Acraea perrupta
Acraea perrupta är en fjärilsart som beskrevs av Butler 1883. Acraea perrupta ingår i släktet Acraea och familjen praktfjärilar. Inga underarter finns listade i Catalogue of Life.